# Кулахметов, Шейхислам Авдомажитулы
Шейхислам Авдомажитулы Кулахметов (каз. Шейхислам Әбдімәжитұлы Құлахметов; род. 15 января 1996, Каратау, Жамбылская область) — казахстанский футболист, полузащитник клуба «Каспий».

## Карьера
Футбольную карьеру начал в 2014 году в составе клуба «Лашын». 18 апреля 2018 года в матче против клуба «Иртыш» Павлодар дебютировал в кубке Казахстана. 21 сентября 2019 года в матче против клуба «Атырау» дебютировал в казахстанской Премьер-лиге.

## Статистика
| Игровая карьера | Игровая карьера | Игровая карьера | Лига | Лига | Кубок | Кубок | Межд. | Межд. | Др. | Др. |
| --------------- | --------------- | --------------- | ---- | ---- | ----- | ----- | ----- | ----- | --- | --- |
| 2014            | Лашын           | Б               | 22   | 1    | —     | —     | —     | —     | —   | —   |
| 2016            | Тараз U-21      | В               | 2    | 0    | —     | —     | —     | —     | —   | —   |
| 2016            | Алтай           | Б               | 13   | 0    | —     | —     | —     | —     | —   | —   |
| 2017            | Алтай ВКО       | В               | 26   | 5    | —     | —     | —     | —     | —   | —   |
| 2018            | Тараз           | Б               | 9    | 0    | 4     | 0     | —     | —     | —   | —   |
| 2018            | Алтай ВКО       | Б               | 13   | 0    | —     | —     | —     | —     | —   | —   |
| 2019            | Тараз           | А               | 1    | 0    | —     | —     | —     | —     | —   | —   |
| 2019            | Тараз U-21      | В               | 5    | 0    | —     | —     | —     | —     | —   | —   |
| 2020            | Тараз           | А               | 1    | 0    | —     | —     | —     | —     | —   | —   |
| 2020            | Тараз U-21      | В               | 4    | 0    | —     | —     | —     | —     | —   | —   |
| 2021            | Тараз-Каратау   | Б               | 4    | 1    | —     | —     | —     | —     | —   | —   |
| 2022            | Игилик          | Б               | 20   | 6    | 1     | 0     | —     | —     | —   | —   |